# Verein für Tier- und Naturfotografie Österreich
Der Verein für Tier- und Naturfotografie Österreich (VTNÖ) wurde 1988 von sechs Naturfotografen, welche sich wesentliche Impulse für ihre eigene Arbeit erhofften, gegründet. Bereits kurz nach seiner Gründung trat der VTNÖ der International Federation of Wildlife Photography (IFWP) bei.

## Geschichte
Mittlerweile ist der Verein auf etwa 165 Mitglieder, Profi- und Amateurfotografen, weitgehend aus Österreich, angewachsen. Die Mitglieder haben sich zum Ziel gesetzt, ihre fotografischen Arbeiten durch ansprechende, aussagekräftige und biologisch einwandfreie Naturfotos, umzusetzen.
Diese Arbeiten werden unter anderem in Printmedien, wie Magazine, Bücher, Kalender, als auch im vereinseigenen Magazin „Natur.Fotografie“ publiziert. Des Weiteren wird der Verein auf Vorträgen, Ausstellungen und Messen durch die Mitglieder vertreten.
Der VTNÖ veranstaltet alljährlich einen vereinsinternen Naturfotowettbewerb, bei dem in mehreren Kategorien unter allen eingesendeten Fotos nach dem "Bild des Jahres", sowie nach dem Gesamtsieger „Naturfotograf des Jahres“ gesucht wird. Die Teilnahme bleibt den Mitgliedern des VTNÖ vorbehalten. Die Siegerehrung findet im Rahmen der Naturfototage, welche alljährlich gemeinsam mit der Generalversammlung gegen Jahresende organisiert werden, statt. Die Präsentation der prämierten Bilder erfolgt erstmals im Zuge der Naturfototage und in weiterer Folge auf der Webseite des Vereins.
Als besonderes Highlight werden diese aber auch im Magazin „Natur.Fotografie“ des Folgejahres, sowie auszugsweise in diversen Fachzeitschriften veröffentlicht. Zukünftig wollen die Mitglieder die Siegerbilder aber auch im Zuge von öffentlichen, renommierten Ausstellungen im In- als auch im Ausland präsentieren.
Des Weiteren veranstalten die Mitglieder in unregelmäßigen Abständen Exkursionen und Regionaltreffen, um den Erfahrungsaustausch zwischen den Mitgliedern zu fördern, sowie gemeinsame Projekte umzusetzen.

## Publikationen
Das Vereinsmagazin „Natur.Fotografie“ richtet sich in erster Linie an interessierte Naturbegeisterte und an ambitionierte Hobby- als auch Berufsfotografen.
Neben den besten Naturfotos aus dem Wettbewerb „Naturfotowettbewerb“ finden die Leser zahlreiche Berichte von Vereinsaktivitäten, Fotoreisen sowie Natur- und Artenschutz. Auch beinhaltet es Reportagen von Fotografen für Fotografen.
Die Autoren liefern ausführliche Informationen, geben Tipps zu lohnenden Fotoplätzen in heimischen und entlegenen Naturgebieten, erläutern spezielle Fototechniken und beschreiben die Entwicklung ihrer individuellen Sichtweise, sowie ihre Methoden der Bildgestaltung.
In Kooperation mit dem Verband der Naturparke Österreichs (VNÖ) gab der VTNÖ 2005 den Bildband Österreichische Naturparke – Natur- und Kulturlandschaften von ihren schönsten Seiten über Österreichs Naturparke heraus.

## Ausstellungen (Auswahl)
- 2014 Ausstellung „Wettbewerbssieger“ – Naturfotofestival in Lünen der GDT
- 2011 Ausstellung "Wälder Österreichs" – Fotofestival Horizonte Zingst in Zingst
- 2010
  - Diaschau/Multivision "Cycles" – NVN Internationaal Natuurfotofestival in Burgers’ Zoo, Arnhem
  - Diaschau/Multivision "Cycles" – Photo+Adventure Messe in Wien
- 2009 Diaschau/Multivision "Vom Hochgebirge hinaus zum Steppensee" – Foto Festival Nationalpark Wattenmeer
- 2008
  - Diaschau/Multivision "Vom Hochgebirge hinaus zum Steppensee" – Naturfoto-Festival in Lünen
  - Universum Fotowettbewerb 2008 "Wilde Alpentiere" – Universum, SONY und der VTNÖ suchen das beste Bild eines wild lebenden Alpentieres 2008 in Österreich
- 2007 Ausstellung "101 Augenblicke in Österreich" – Landeskulturzentrum Oberösterreich – Ursulinenhof
- 2006 Ausstellung "101 Augenblicke in Österreich" – Konzerthaus Weinviertel Ziersdorf
- 2005
  - Ausstellung "101 Augenblicke in Österreich" – Naturhistorisches Museum Wien.[2]
  - Ausstellung "Der Norden des Landes der Lauf der Thaya von der Quelle bis zur Mündung" – Nationalpark Thayatal
- 2004
  - Ausstellung "Naturimpressionen" – Nationalpark Neusiedler See Sewinkel
  - Ausstellung "Augenblick – 66 Naturfotografen blenden auf" – Landesbildungszentrum Schloss Zell an der Pram
- 2003 Ausstellung "Natur in der Stadt" – Museum Nordico Linz
- 2002 Diaschau u. Vorträge "Steiermark, Challenge of the North, So arbeiten Naturfotografen" – 4. Internationale Naturfototage in Rosenheim (Glanzlichter)
- 2001 Ausstellung "Natur im Sucher" – Arbeiterkammer Steyr
- 2000 Ausstellung "VTNÖ-Naturfotografie" u. "Nationalpark Donau-Auen" – Museumsdorf Niedersulz
- 1993
  - Ausstellung – Schloss Wilhelminenberg
  - Ausstellung – Budapest
- 1992 Ausstellung – Bummerlhaus in Steyr
- 1990 Ausstellung – Kodak Galerie Wien, Budapest
- 1989 Ausstellung – "Nationalpark Donauauen" Nikon Galerie